# Heuristique de l'effort
Pour les articles homonymes, voir heuristique (homonymie).
En psychologie cognitive et sociale, l'heuristisque de l'effort est une règle générale et un  biais cognitif selon lesquels les individus accordent davantage de valeur à ce qu'ils ont eu du mal à obtenir.

## Applications
Cette heuristique inconsciente est un des facteurs avec les sentiments positifs (dont les sentiments de compétence) qui expliquent l'effet Ikea, biais cognitif dans lequel les consommateurs accordent une valeur disproportionnée aux produits qu'ils ont partiellement créés.
Selon le politologue Clément Viktorovitch, ce biais de l'effort est une technique de négociation entre deux personnes qui permet à la première de faire une concession sur un élément réclamé par la seconde qui éprouve des difficultés à l'acquérir, et d'obtenir ainsi une concession sur un élément majeur.